# Йоанн Дініз
Йоанн Дініз (фр. Yohann Diniz; нар. 1 січня 1978) — французький легкоатлет, який спеціалізувався на спортивній ходьбі.

## Спортивні досягнення
Учасник змагань з шосейної ходьби на 50 кілометрів на чотирьох Олімпіадах (2008, 2012, 2016, 2021), на яких вдалось фінішувати лише у 2016 — 8-е місце. У 2012 був знятий з дистанції за порушення правил ходьби, а у 2008 та 2021 — зійшов з дистанції через проблеми зі здоров'ям.
Чемпіон світу з шосейної ходьби на 50 кілометрів (2017). Срібний призер чемпіонату світу з шосейної ходьби на 50 кілометрів (2007). На інших чемпіонатах світу на цій дистанції також фінішував 9-м (2013) та 11-м (2009).
Найкращий виступ на Кубках світу з ходьби — 40-е місце на 20-кілометровій дистанції (2004).
Триразовий чемпіон Європи з шосейної ходьби на 50 кілометрів (2006, 2010, 2014).
Триразовий переможець Кубків Європи з ходьби в особистому заліку — на 20-кілометровій (2007) та 50-кілометровій (2013, 2019) дистанціях. Срібний призер Кубка Європи з шосейної ходьби на 20 кілометрів в особистому заліку (2015) та з шосейної ходьби на 50 кілометрів в командному заліку (2005). На інших Кубках Європи з ходьби в особистому заліку фінішував 4-м (2005, 50 км) та 8-м (2009, 20 км).
Чемпіон Франції з ходьби доріжкою стадіону на 10000 метрів (2010, 2011, 2012, 2014).
Чемпіон Франції з шосейної ходьби на 20 кілометрів (2007, 2009, 2015), 35 кілометрів (2019) та 50 кілометрів (2005, 2016).
Чемпіон Франції в приміщенні з ходьби на 5000 метрів (2009, 2017).
Ексрекордсмен світу з шосейної ходьби на 20 кілометрів — 1:17.02 (2015).
Рекордсмен світу з шосейної ходьби на 20 кілометрів — 3:32.33 (2014).
Рекордсмен світу з ходьби на 50000 метрів доріжкою стадіону — 3:35.27,2h (2011).